# Jardins de Mossèn Costa i Llobera
Els Jardins de Mossèn Costa i Llobera són un jardí botànic de 3,16 hectàrees d'extensió, especialitzat en cactus i plantes suculentes, i situat a la falda de la muntanya de Montjuïc, a Barcelona.

## Localització
Estan al districte barceloní de Sants-Montjuïc, en el vessant sud-est del Parc de Montjuïc, entre la carretera de Miramar i el passeig de Josep Carner.
El parc es veu afavorit per un microclima especial, a causa d'una situació arrecerada del vent i a la solana. En aquest lloc, la temperatura sempre és dos graus més alta que a qualsevol altra part de la ciutat, cosa que facilita la cria a l'aire lliure de cactus de zones més tropicals.

## Història
Creat el 1970, va ser un projecte conjunt entre l’arquitecte Joan Maria Casamor i el mestre de l'escola de jardineria, tècnic i especialista en plantes crasses, Joan Pañella. Va ser dedicat al poeta mallorquí Miquel Costa i Llobera, autor del poema Lo Pi de Formentor. Juntament amb els Jardins de Mossen Cinto Verdaguer i els Jardins de Joan Maragall és un dels tres jardins de Montjuïc que es dedicaren durant aquella dècada a poetes catalans. L'hivern del 1985 Barcelona va enregistrar temperatures de sis graus sota zero de manera sostinguda durant prop d'una setmana, cosa que va suposar la mort d'un 40% de les espècies del jardí. El 1987 es va repetir l'episodi de gebrada, matant sobtadament les plantes que s'havien reposat. Va estar tancat per obres del 2006 al 2010 a causa de despreniments de terra, que segons Parcs i Jardins de Barcelona eren deguts a una fuita d'aigua en una canonada, però segons els sindicats va ser motivat per la construcció del túnel de Miramar, que va provocar un canvi en les aigües subterrànies. També va estar tancat per obres de reforma del juny de 2019 al juny del 2020,

## Col·leccions

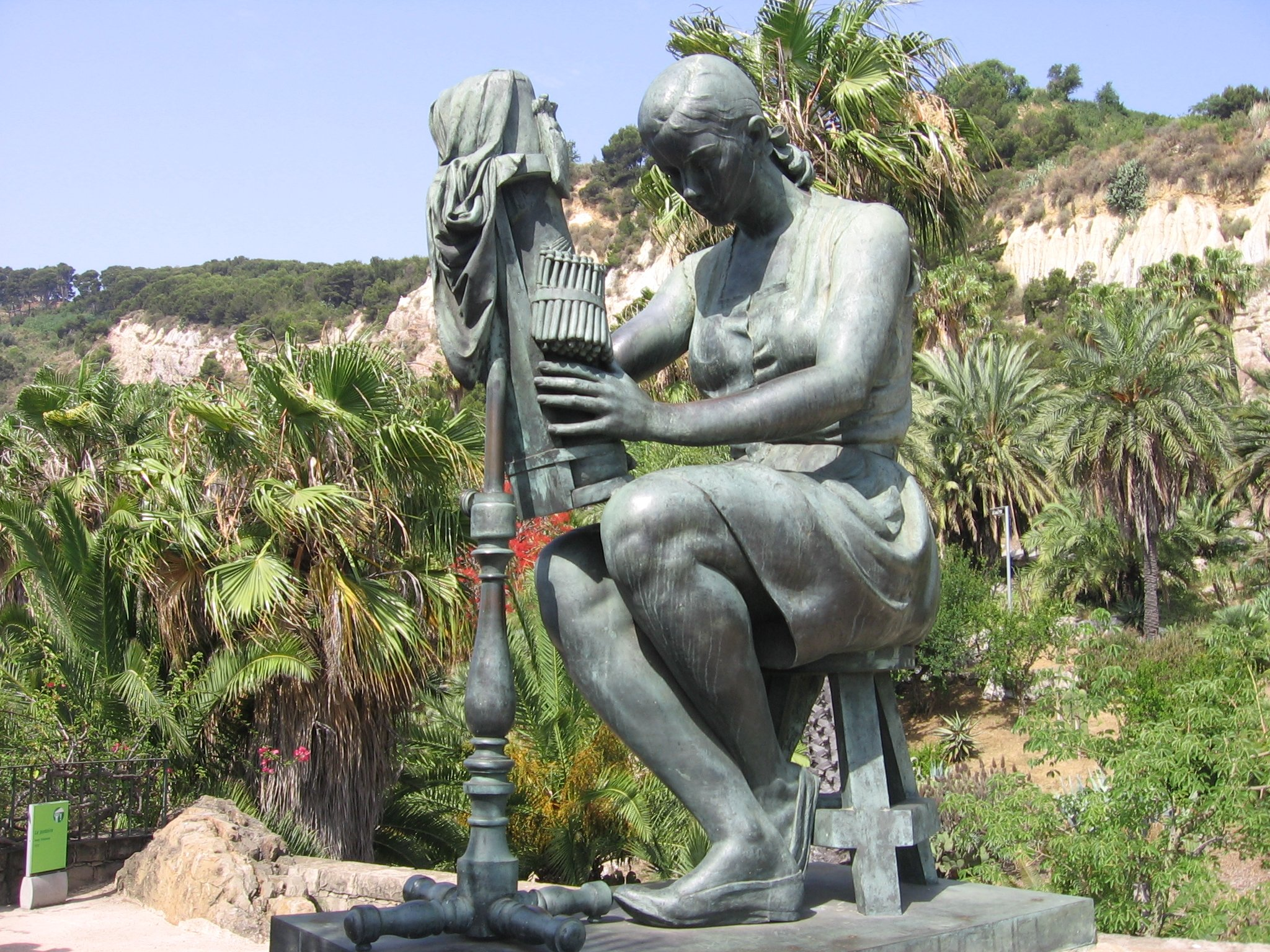
La Puntaire, Josep Viladomat

S'hi cultiven 800 espècies de cactus i plantes crasses i suculentes procedents d'arreu del món, especialment d'Àfrica, Amèrica i Austràlia. També acull espècies d'arbres de regions mediterrànies i tropicals, una dotzena d'espècies de palmeres, la col·lecció Pallanca (Bordighera, Itàlia), i la col·lecció del cactòfil Joan Pañella i Bonastre. Amb tot conforma un dels jardins dedicats a col·leccions de suculentes més importants del món, equiparable al Jardí Exòtic de Mònaco. Algunes espècies singulars de suculentes que podem trobar són els cactus dels gèneres Ferocactus (Cactus barril), Echinopsis, Echinocactus, Astrophytum i Mammillaria.
Altres exemplars de suculentes no cactàcies que podem trobar són individus dels gèneres Aloe, Opuntia, Cylindropuntia, Euphorbia, Agave o Jamacaru. Pel que fa a la col·lecció d'arbres, podem esmentar la presència de garrofers (Ceratonia siliqua), oliveres (Olea europaea), arbres ampolla (Brachychiton populneus), roures australians (Grevillea robusta) i potes de vaca (Bauhinia grandiflora).
Entre els exemplars exhibits hi destaca un Oreocereus neocelsianus vell de 200 anys.

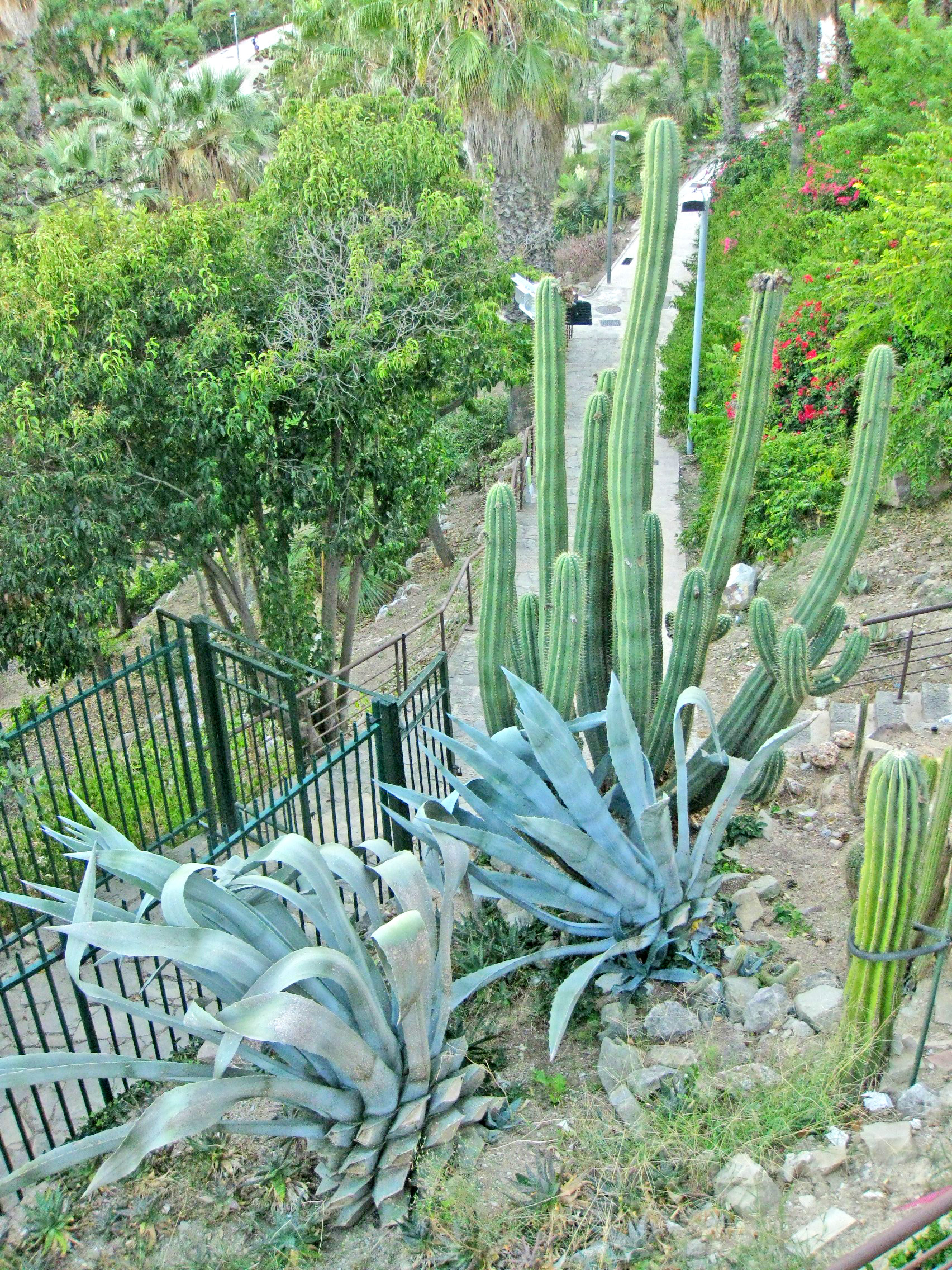
Cactus i atzavares al jardí botànic

Escampades entre les plantes es troben diverses escultures d'artistes catalans, entre les quals destaquen: 'La Puntaire' de Josep Viladomat, del 1972, situada en un sortint de la muntanya, que resulta un magnífic mirador; 'A Joan Pañella' de Meritxell Duran, del 1991, dedicada al cactòfil Joan Pañella; 'L'au dels temporals, el pi de Formentor' de Joaquim Ros i Bofarull, dedicada al poema de Miquel Costa i Llobera.